# I Want You, I Need You, I Love You
I Want You, I Need You, I Love You è una famosa canzone scritta da Maurice Mysels e Ira Kosloff. È conosciuta per essere stata pubblicata nel secondo singolo inciso con la RCA da Elvis Presley, I Want You, I Need You, I Love You/My Baby Left Me..

## Registrazioni
Durante l'aprile del 1956, Variety scrisse che il primo singolo di Presley per la RCA, Heartbreak Hotel/I Was the One, aveva venduto un milione di copie. Il produttore della RCA, Steve Sholes volle fortemente che il secondo singolo fosse altrettanto incisivo, nonostante sapesse che non c'era grande disponibilità di buon materiale da registrare.  A causa dell'intenso programma del tour di Elvis, inoltre, Sholes aveva bisogno di riportarlo in studio il più presto possibile. Alla fine Elvis e la sua band furono portati privatamente in aereo a Nashville giusto per un giorno tra uno spettacolo e l'altro.
Sulla rotta da Amarillo, l'aeroplano ebbe seri problemi al motore e rischiò di cadere diverse volte. All'arrivo a Nashville la mattina del 14 aprile i quattro erano completamente sotto shock. Presley arrivò agli studio senza nessuna idea per la sessione di registrazione e non rimaneva alternativa che considerare le scelte di Sholes, tra le quali c'era I Want You, I Need You, I Love You.
Elvis essendo abituato a lavorare fino a tarda notte e con la traumatica esperienza vissuta nel viaggio, non produsse una buona sessione di registrazione. Prova dopo prova la band non riuscì mai a rilassarsi e concentrarsi per il lavoro. Presley, differentemente dalle altre volte, ebbe problemi con il brano e spesso si sbagliava con le parole. Dopo 17 prove e tre ore di registrazione,, Sholes decise che Presley e la sua band erano incapaci di registrare una buona versione del brano e li rimandò a casa.
Dopo la sessione, Sholes riascoltò personalmente i brani. Non era felice del risultato del lavoro e lo considerò una prova di non professionalità e perdita di tempo. Il costo del trasporto di Elvis e la sua band con volo privato ammontava a $1 000, così Sholes fece in modo che il manager di Elvis, il Colonnello Tom Parker, sapesse del suo disappunto. Era cosciente del fatto che con gli impegni del tour ci sarebbero voluti mesi prima di rivedere Presley in studio.
Alla fine si scelse di fare una cosa molto rara al tempo, perché era un'operazione di poco successo negli anni '50. Sholes prese parti di due differenti registrazioni (la 14 e la 17) e le mise assieme creando qualcosa che valesse la pena di essere pubblicato. Il lavoro fatto era talmente tanto buono che nessuno poté dire alla RCA che il brano non venisse da un'unica registrazione.

## Influenze
Questa canzone fu di ispirazione per la canzone dei Meat Loaf Two Out of Three Ain't Bad. Il brano rimase molto popolare perché usato come tema musicale per differenti organizzazioni. In particolare viene riproposta la frase "I want you, I need you/But there ain't no way I'm ever gonna love you".

## Cover
- Il chitarrista Jazz Fusion/Rock Robby Krieger ne fece una versione strumentale nel suo album da solista del 1989 No Habla.